# Česká ergonomická společnost
Česká ergonomická společnost je sdružení vědců zabývajících se výzkumem v multidisciplinární oblasti ergonomie (human factors), specializovaných pedagogů a odborných pracovníků aplikujících výsledky výzkumu v praxi. Vzhledem k multidisciplinaritě ergonomie zaměření ČES navazuje na Českou lékařskou společnost, Českomoravskou psychologickou společnost, Asociaci dopravních psychologů, Společnost rehabilitační a fyzikální medicíny a Společnost pracovního lékařství.

## Z historie ČES
ČES byla založena v roce 1990 jako občanské sdružení. Navázala za ergonomickou společnost Československé vědeckotechnické společnosti (ČSVTS) fungující do roku 1990. Československá vědeckotechnická společnost vznikla roku 1955 jako Rada oborových vědeckotechnických společností při Československé akademii věd. Měla krajské sekce, které podporovaly regionální aktivity společností včetně ergonomické. ČES měla původní sídlo na adrese Výzkumného ústavu bezpečnosti práce, s nímž odborně spolupracovala. Od roku 2020 je sídlem ČES České vysoké učení technické v Praze 6.

## Vedení ČES
Prvním předsedou po roce 1990 byl Lubor Chundela, dalšími Vladimír Glivický, Stanislav Malý a Lukáš Šoltys. V předsednictvu se vystřídali mj. L. Bělohlávková, Michaela Bendová, Marek Bureš, Tomáš Fassati, Sylva Gilbertová, Martin Kyncl, Helena Prokopová ad.

## Aktivity
ČES podporuje vzájemnou komunikaci odborníků, propaguje obor na veřejnosti, připravuje semináře a konference, poskytuje veřejnosti odborné konzultace. K realizaci těchto cílů navazuje spolupráce s mnoha odbornými partnery, jako např. s výzkumným ústavem bezpečnosti práce v Praze, Akademií práce a zdraví ČR, Institutem informačního designu, Strojní fakultou ČVUT v Praze, Slovenskou ergonomickou společností ad. ČES je členem Mezinárodní ergonomické asociace (International Ergonomics Association – IEA) a Federace evropských ergonomických společností (Federation of European Ergonomics Societies – FEES).

## Publikační činnost
ČES podobně jako všechny vědecké společnosti vyvíjí publikační činnost, většinou ve spolupráci s dalšími partnery. K nejvýznamnějším publikacím patří např. trojdílný sborník sympozia o ergonomii hromadné dopravy (dosud vydány dva díly), připravený ve spolupráci s Vysokou školou umělecko-průmyslovou a Muzeem umění a designu Benešov, dále ročenka Česká ergonomie 2015 obsahující především příspěvky konference "Ergonomie a stres" (ve spolupráci s Muzeem umění a designu Benešov) nebo vědecký sborník z konference "Aplikovaná ergonomie" (ve spolupráci s ČVUT).

## Ocenění odborníků v ergonomii
Vzhledem k tomu, že etablující se obor ergonomie nemá u nás ani na počátku 20. let 21. století svůj specializovaný výzkumný ústav ani studijní obor, je důležité, aby byli přední čeští odborníci oceňováni Českou ergonomickou společností. Rozhodlo o tom vedení ČES a udělilo v roce 2017 po sedmnácti létech činnosti společnosti mimořádné uznání za celoživotní přínos ergonomii MUDr. Sylvě Gilbertové a Ing. Luboru Chundelovi. V roce 2019 následovalo mimořádné ocenění pro Ing. Helenu Prokopovou a Mgr. Tomáše Fassatiho.

## Profesní kvalifikace „Specialista v ergonomii“
Během dlouholeté přípravy zajistila ČES odborně i administrativně metodiku přípravy specialistů a metodiku certifikace v oboru ergonomie. Od roku 2020 je proto možné absolvovat kurz a následné přezkoušení za účelem získání profesní kvalifikace „Specialista v ergonomii“ v rámci Národní soustavy kvalifikací. Příprava probíhala ve spolupráci s Výzkumným ústavem bezpečnosti práce v Praze, který je pro tento účel autorizovanou osobou. Při této příležitosti bylo jmenováno prvních šest českých zkušebních komisařů oboru.

## Česká cena za ergonomii
ČES je jedním z hlavních pořadatelů udělování ocenění za ergonomii. Česká cena za ergonomii je inspirativním oceněním propagujícím význam ergonomických kvalit produktů každodenní potřeby. Není vyhlašována každoročně, ale vždy za období několika let, kdy se podaří shromáždit přesvědčivé nominace. Poprvé byla udělena roku 2007, jednak za návrh osobní komunikační soupravy (notebook, telefon, brýle se sluchátky), která netrpěla běžnými vadami vzájemného propojení a ovládání, jednak za nábytkovou trojkombinaci (sedadlo, klekačka, stolek) pro ergonomickou práci s notebookem. Další ceny byly vyhlášeny v létech 2010, 2013 a 2020. Při posledním udílení byla nově vyhlášena také Anticena za ergonomii, která názorně vykresluje negativní ergonomické kvality. Spolupořadateli udílení cen byl také Institut informačního designu a některé vysoké školy